# Dederinghausen
Dederinghausen (auch Dederinchusen) ist ein wüst gefallener Ort in Brilon.
Er war eine größere Hofanlage zwischen dem Derker (Dederinghauser) Stein und dem Faulen Siepen (Bach). Noch heute sind Überreste erkennbar. 1482 wurde der Ort als Nebenhof des Ortes Lederke erwähnt. Zu diesem Zeitpunkt war der Hof Eigentum des Stiftes Meschede. Nach dem ehemaligen Ort sind die Derker Straße, der Derkerborn und das Derker Tor benannt. Ebenfalls wurde ein Quartal der mittelalterlichen Stadt Brilon als Derker Quartal bezeichnet. Die Ortslage ist im Ortskataster von 1482 verzeichnet.
Der Ort ist wie viele andere Orte im späten Mittelalter dem großen Wüstungsprozess zum Opfer gefallen. Es hat sich dabei wohl um einen schleichenden, langsamen Vorgang gehandelt. Dieser setzte um 1300 ein. Über die Gründe für das Verlassen des Ortes gibt es unterschiedliche Theorien. Angedacht wird beispielsweise die Anziehungskraft der Stadt Brilon. Ein weiterer Grund waren Pestepidemien und das Bedürfnis der Bewohner, in befestigten Städten Schutz zu suchen.